# Witoszów Górny

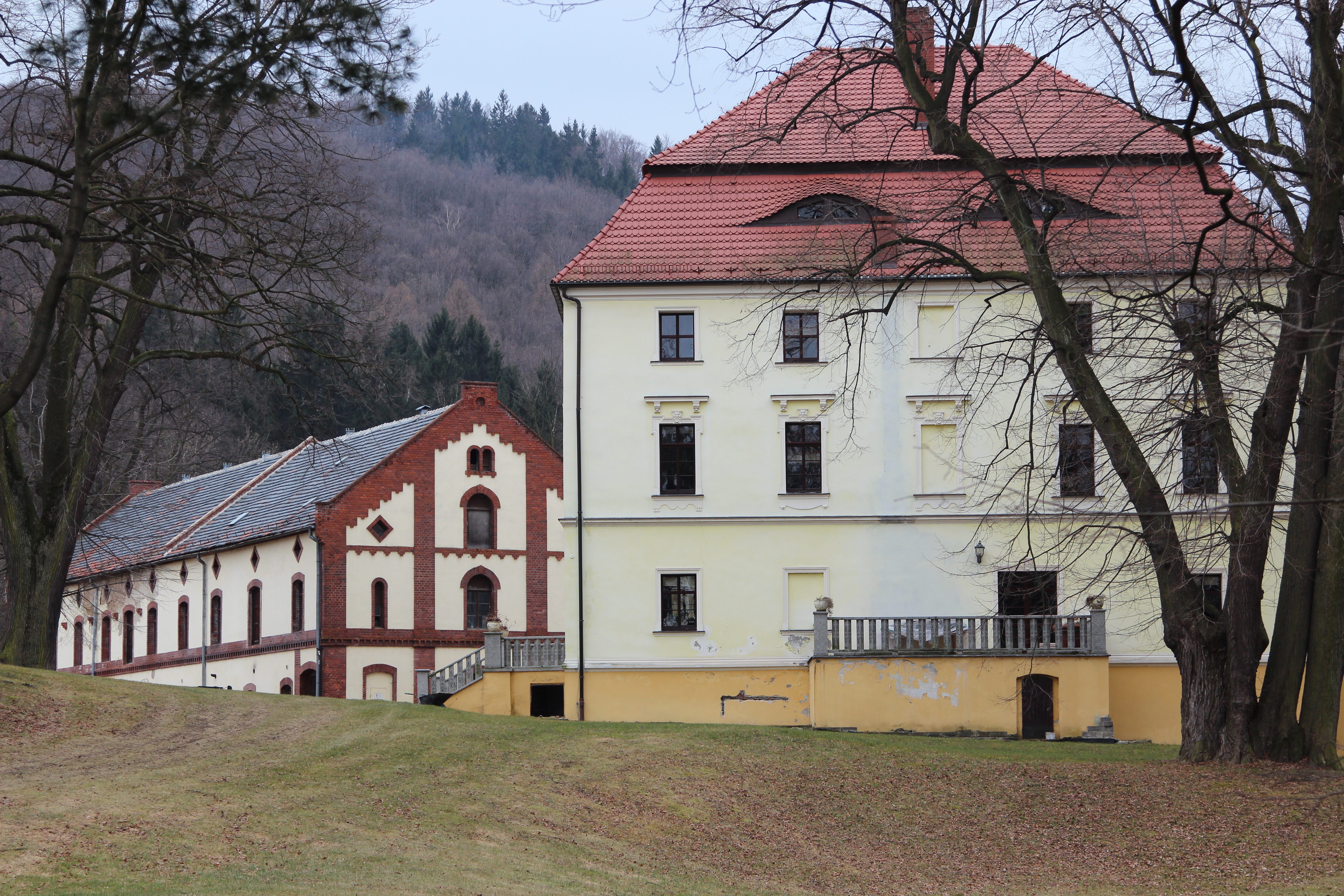
Schloss Ober Bögendorf

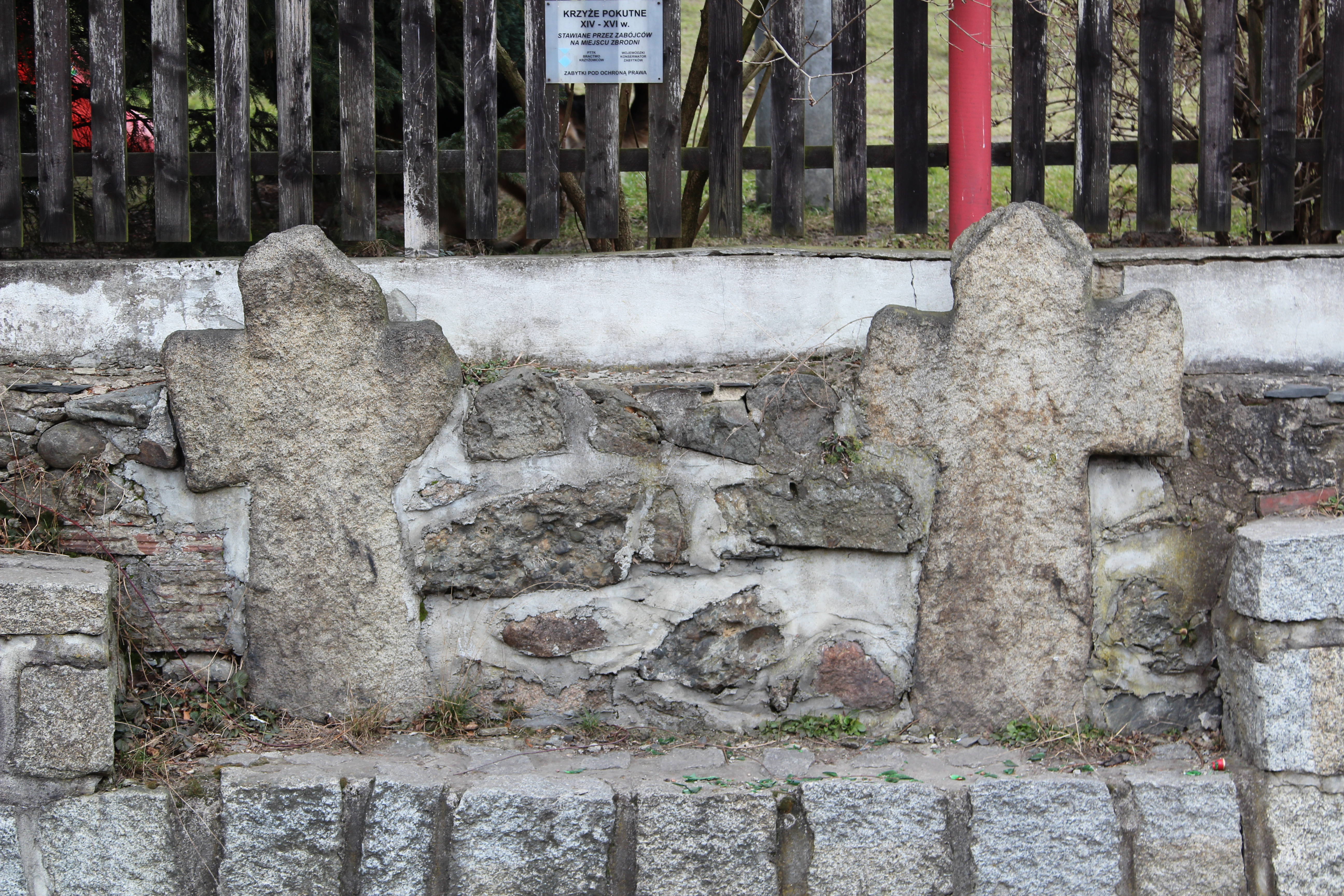
Sühnekreuze

Witoszów Górny (deutsch Ober Bögendorf) ist ein Ort in der Landgemeinde Świdnica (Schweidnitz) im Powiat Świdnicki der Woiwodschaft Niederschlesien in Polen.

## Lage
Witoszów Górny liegt etwa vier Kilometer südwestlich von Świdnica (Schweidnitz) und 57 Kilometer südwestlich von Breslau. 
Nachbarorte sind Witoszów Dolny (Nieder Bögendorf) im Osten, Pogorzała (Seifersdorf) im Westen, Modliszów (Hohgiersdorf) im Südwesten, Burkatów (Burkersdorf), Bystrzyca Górna (Ober Weistritz) und Bystrzyca Dolna (Nieder Weistritz) im Süden.

## Geschichte
Im Zuge der Ostkolonisation gründeten deutsche Siedler auf einem Waldstück der Stadt Schweidnitz das Dorf Bogindorf. Es wurde 1268 erstmals urkundlich erwähnt. Bögendorf besaß ein Rittergut und eine Erbscholtisei. Durch die Zusammenlegung einzelner Güter wurden weitere Vorwerke geschaffen. Ober Bögendorf zählte drei Vorwerke. Die Anteile wurden nach und nach von der Stadt Schweidnitz erworben und Bögendorf somit zum Kämmereiort. In einer Urkunde von 1440 wird als Besitzer des Ober Vorwerks Kaspar von Schindel erwähnt. Es fiel 1595 an Leonhard von Gellhorn. Er errichtete ein neues Schloss, das zeitweise auch als „Geller Schlössel“ bezeichnet wurde. Gellhorn hatte 1609 von den Erben des Ritters Friedrich von Kuhl auch das mittlere Vorwerk sowie 1626 von Joachim von Tschirschky das Nieder Vorwerk erworben. Danach waren die Rittergüter lange im Besitz der Ritter von Seidlitz, darunter Ernst Friedrich von Seidlitz und sein gleichnamiger Sohn, der 1694 das Brauurbar darauf löste. 1724 erhielt es sein Sohn Valentin Dietrich von Seidlitz. 1745 kaufte Ober Bögendorf Christina Dorothea Reichsgräfin von Hochberg, geb. Gräfin Reuß von Plauen. 1783 besaß es bis zu seinem Tode 1786 Christian Gottlieb von Dobschütz.
Nach dem Ersten Schlesischen Krieg fiel Bögendorf 1741/42 mit dem größten Teil Schlesiens an Preußen. Die alten Verwaltungsstrukturen wurden aufgelöst und Bögendorf in den Landkreis Schweidnitz eingegliedert. Das Dorf war 1785 in drei Teile gegliedert: Nieder- und Ober Bögendorf und Bögendorfer Pfarrwidmut. Das Rittergut von Nieder Bögendorf wurde Ober Bögendorf zugeschlagen. Es bildete einen eigenen Gutsbezirk mit herrschaftlichen Schloss. 1785 zählte Ober Bögendorf 19 Häuser, eine Wassermühle und 266 Einwohner. 1845 waren es 53 Häuser und 391 Einwohner, davon 312 evangelische und 79 katholische, eine herrschaftliche Brau- und Brennerei, eine Wassermühle, eine evangelische Schule als Tochterschule von Seifersdorf. Es arbeiteten zehn Baumwoll- und neun Leinwandstühle. Ober Bögendorf war evangelisch zur Friedenskirche Schweidnitz gepfarrt und katholisch zur Kirche in Nieder Bögendorf.   
Als Folge des Zweiten Weltkriegs fiel Ober Bögendorf mit dem größten Teil Schlesiens 1945 an Polen. Nachfolgend wurde es in Witoszów Górny umbenannt. Die deutsche Bevölkerung wurde – soweit sie nicht schon vorher geflohen war – bis Oktober 1947 vertrieben. Die neu angesiedelten Bewohner stammten teilweise aus Ostpolen, das an die Sowjetunion gefallen war. Von 1975 bis 1998 gehörte Witoszów Górny zu Woiwodschaft Wałbrzych.  

## Sehenswürdigkeiten
- Schloss Ober Bögendorf, Jagdschloss, errichtet 16. bis 17. Jahrhundert, Wiederaufbau 1826, Umbau um 1910

## Persönlichkeiten
- Karl Georg von Treutler (1858–1933), deutscher Diplomat, starb auf Schloss Ober Bögendorf